# Transdução

Transdução

Transdução é o processo de reprodução no qual o DNA bacteriano é transferido de uma bactéria para outra por um vírus, os chamados bacteriófagos.
Existem dois mecanismos de transdução: generalizada, em que qualquer gene pode ser transmitido, e restrita, que se limita a alguns genes específicos.
A transdução generalizada ocorre devido a erros que um bacteriófago comete ao empacotar seu genoma nos capsídeos. Isso acontece pelo fato do genoma da bactéria hospedeira poder ser degradado durante o ciclo lítico, gerando vários fragmentos de DNA que podem ser então incorporados no capsídeo viral. A origem da DNA bacteriano é diversa, podendo corresponder a parte do cromossoma, parte dos plasmídeos ou plasmídeos completos, transposons, etc.
As novas partículas virais contendo DNA bacteriano podem infectar outras bactérias hospedeiras já que o processo de introdução do DNA não depende do genoma viral. O DNA injetado na nova bactéria pode ser degradado ou mantido, caso possua origem de replicação funcional (caso dos plasmídeos) ou se integre no genoma por recombinação homóloga.
A transdução restrita está ligada ao ciclo lisogénico dos fagos. Onde o DNA viral simula que é uma bactéria. Neste caso, o genoma viral insere-se num local específico do genoma bacteriano e é transmitido à descendência. Quando o ciclo lítico é desencadeado, o genoma viral é excisado por proteínas virais e, por vezes, fica agarrado a algum DNA bacteriano e é encapsulado, tal como na transdução generalizada. Ou seja, ele acompanha todo o desenvolvimento do DNA bacteriano, inclusive a sua reprodução.